# 地球イチバン
『地球イチバン』（ちきゅうイチバン）は、NHK総合テレビが2010年8月16日に放送を開始した海外紀行番組である。不定期でシリーズ化される。

## 概要
「地球でイチバン○○な場所」という究極の地を訪ねる紀行エンターテインメント番組である。パイロット版として『番組たまご』の企画で制作、その後何度か単発特番が制作され、2011年度後期からレギュラー化（下記を参照）。
番組開始以来、芸能人・著名人の旅人がロケ地を訪ねるVTRを見てパネラー陣がスタジオトークを行うという、NHKの紀行番組としてはバラエティ色の強いスタイルであったが、2013年秋開始の第3シリーズではスタジオパートを廃し、ナレーターも第4シリーズでは固定となり、よりドキュメンタリー色の強い紀行番組となる。番組名のロゴも第3、第4シリーズでは変更された。
なお2009年4月1日から2012年1月5日までBShi→BSプレミアムで放送された番組『世界一番紀行』と同じ映像素材を共有した。

## テーマソング
オープニングテーマ
第4シリーズから起用された。「地球イチバン 始まりの歌」として、作編曲を江藤直子、歌をYOK.が担当する。
エンディングテーマ
第1、第2シリーズはKOKIAの『世界を包むRibbon in our heart』、第3シリーズからは星野源の『くせのうた』を起用する。

## キャスト
| 期間                                            | スタジオ司会           | ナレーション   | その他                     |
| ----------------------------------------------- | ---------------------- | -------------- | -------------------------- |
| 2010年8月16日 - 17日                            | 佐藤隆太、片山千恵子   | 奥貫薫、関俊彦 |                            |
| 2010年12月20日                                  | 矢部浩之               | あおい洋一郎   |                            |
| 2011年4月28日                                   | 小池栄子               | あおい洋一郎   | 天の声：レッド吉田         |
| 2011年5月6日                                    | 小池栄子               | あおい洋一郎   | 天の声：ビビる大木         |
| 第1・第2シリーズ 2011年10月27日 - 2013年3月14日 | 渡辺満里奈             | あおい洋一郎   | ビビワン（声）：ビビる大木 |
| 第3シリーズ 2013年10月3日 - 2014年3月20日       | （スタジオパートなし） | 週替わり       |                            |
| 第4シリーズ 2014年10月9日 - 2015年3月19日       | （スタジオパートなし） | 役所広司       |                            |

## 放送リスト

### 番組たまご
| タイトル                                            | 旅人     | ゲスト                       | 初回放送日時                      |
| --------------------------------------------------- | -------- | ---------------------------- | --------------------------------- |
| 世界でイチバンの自転車の街 オランダ・グローニンゲン | 石井正則 | ドロンジョーヌ恩田           | 2010年08月16日 月曜 22:00 - 22:45 |
| 世界でイチバン高い湖 ペルー・ティティカカ湖         | 吉川晃司 | 美内すずえ                   | 2010年08月17日 火曜 22:00 - 22:45 |
| イチバン標高の高い街 ボリビア・エル・アルト         | 大高洋夫 | 美輪明宏、兼高かおる、ヨンア | 2010年12月20日 月曜 20:00 - 20:45 |
| 地球でイチバンの自転車の街 オランダ・グローニンゲン | 石井正則 | 山田五郎、宮崎美子           | 2011年04月28日 木曜 20:00 - 20:45 |
| 地球でイチバン寒い村 ロシア・オイミャコン           | 大高洋夫 | 東ちづる、石原良純           | 2011年05月06日 金曜 22:00 - 22:45 |

### 第1シリーズ
- 放送時間：木曜 20:00 - 20:43

| タイトル                                                    | 旅人         | ゲスト                             | 初回放送日                     | 補足                                               |
| ----------------------------------------------------------- | ------------ | ---------------------------------- | ------------------------------ | -------------------------------------------------- |
| 地球でイチバン暑い場所 エチオピア・アファール低地           | 藤本隆宏     | あき竹城、オードリー               | 2011年10月27日                 |                                                    |
| 自然エネルギー地球イチバンの島 デンマーク・ロラン島         | 時任三郎     | 荻原博子、中川翔子                 | 2011年11月10日                 |                                                    |
| 地球でイチバンのツリーハウス ニューギニア島                 | 山本太郎     | 中尾彬、小森純                     | 2011年11月17日                 | コロワイ族(en)を取材                               |
| ダイヤモンドの地球イチバンの街 ベルギー・アントワープ       | とよた真帆   | 高田純次、パンツェッタ・ジローラモ | 2011年11月24日                 | 世界最大のダイヤモンド取引所について               |
| 地球でイチバン噴火する火山 イタリア・エトナ山               | 東ちづる     | 徳光和夫、つるの剛士               | 2011年12月01日                 |                                                    |
| 地球でイチバン高い場所にある塩田 ペルー・マラス             | 永井大       | はるな愛、カンニング竹山           | 2011年12月08日                 | クスコ郊外のマラス(en)にて                         |
| 地球でイチバン自然と“仲良し”の国 セーシェル共和国           | 津田大介     | 久本雅美、増田英彦                 | 2011年12月15日                 |                                                    |
| 新春スペシャル 地球でイチバンのアスリートの町               | 吉田栄作     | 間寛平、柴田理恵 田中直樹、森泉    | 2012年01月02日 月曜19:30-20:45 | ケニアのアスリート育成プログラムを取材             |
| 地球でイチバン長～い成人式 パプアニューギニア・フリ族       | 柄本時生     | 中尾彬、里田まい                   | 2012年01月12日                 |                                                    |
| イチバン広い杉の森と不思議な暮らし                          | 内藤大助     | 松本明子、河本準一                 | 2012年01月19日                 | 中国貴州省黔東南ミャオ族トン族自治州のトン族を取材 |
| 地球でイチバンきゅーくつな島 コロンビア・イスロテ島         | 照英         | 土田晃之、小森純                   | 2012年01月26日                 |                                                    |
| 地球でイチバン北の町 ノルウェー・ロングイヤービエン         | 大高洋夫     | 鳥越俊太郎、大沢あかね             | 2012年02月02日                 |                                                    |
| 地球でイチバンの巨大水上集落 カンボジア・トンレサップ湖     | 金子貴俊     | 恵俊彰、小倉優子                   | 2012年02月09日                 |                                                    |
| 地球でイチバンの野生動物の楽園 アフリカ・セレンゲティ生態系 | 池内博之     | 島崎和歌子、オードリー             | 2012年02月16日                 |                                                    |
| 地球でイチバンのシンプルライフ タンザニア・ハッザ           | 宍戸開       | 島崎和歌子、オードリー             | 2012年02月23日                 |                                                    |
| 地球でイチバン“子どもにやさしい”教育                        | ジャガー横田 | 尾木直樹、室井佑月、田村亮         | 2012年03月08日                 | オランダを取材                                     |
| 地球でイチバン幸せな国 ブータン                             | 時任三郎     | 柳沢慎吾、大沢あかね               | 2012年03月22日                 |                                                    |
| スペシャル ようこそ“イチバン旅行社”へ                       | 渡辺満里奈   | 鳥越俊太郎 劇団ひとり、芦田愛菜    | 2012年03月31日 土曜19:30-20:45 |                                                    |

### 第2シリーズ
- 放送時間：木曜 22:00 - 22:48（沖縄県のみ土曜 10:05 - 10:53）

| タイトル                                                     | 旅人                   | ゲスト                                | 初回放送日                     | 補足                     |
| ------------------------------------------------------------ | ---------------------- | ------------------------------------- | ------------------------------ | ------------------------ |
| スペシャル 地球でイチバン宇宙に近い場所 ロシア               | 東儀秀樹               | 山崎直子 中川翔子、パックンマックン   | 2012年10月11日 木曜19:30-20:45 | 星の街を取材             |
| 地球でイチバン大きなオーケストラ教室 ベネズエラ              | 高橋ジョージ           | テリー伊藤、青木さやか                | 2012年10月18日                 | エル・システマを取材     |
| 地球でイチバンのアイドル大国 K-POP                           | マーティ・フリードマン | デーブ・スペクター、はるな愛          | 2012年10月25日                 |                          |
| 地球でイチバンペットが幸せな街 ドイツ・ベルリン              | 山口もえ               | テリー伊藤、ほっしゃん。              | 2012年11月01日                 |                          |
| 地球でイチバン荒れ地と闘う人たち 中国・黄土高原              | 大高洋夫               | 鳥越俊太郎、くわばたりえ              | 2012年11月08日                 |                          |
| 地球でイチバンお母さんにやさしい国 ノルウェー                | 渡辺満里奈             | 堀ちえみ、神田うの、千秋              | 2012年11月15日                 |                          |
| 世界の遺産に選ばれたごちそう フランス料理                    | 羽田美智子             | 中尾彬、天野ひろゆき                  | 2012年11月22日                 |                          |
| 地球でイチバン小さな共和国（サンマリノ共和国）               | 知花くらら             | 宮本亜門、デーモン閣下                | 2012年11月29日                 |                          |
| 地球でイチバン未来が見える研究所 徹底潜入・MITメディアラボ   | スプツニ子!            | 池上彰、虻川美穂子                    | 2012年12月06日                 |                          |
| 地球でイチバン アタマがよくなる！？授業 フィンランド         | 六角精児               | 尾木直樹、鈴木おさむ、たんぽぽ        | 2012年12月13日                 |                          |
| 新春スペシャル 元気が出る 地球イチバンの名言                 |                        | テリー伊藤、東貴博 ハリセンボン、森泉 | 2013年1月2日 水曜22:00-22:46   |                          |
| 地球でイチバン過酷なレース エジプト・サハラ砂漠              | ワッキー               | 徳光和夫、アンガールズ                | 2013年1月10日                  | サハラ砂漠マラソンを取材 |
| 地球でイチバン過酷なレース 完結編 エジプト・サハラ砂漠       | ワッキー               | 徳光和夫、アンガールズ                | 2013年1月24日                  |                          |
| 地球でイチバン大がかりな選挙 アメリカ大統領選のウラ側        | 小宮山悟               | ダニエル・カール、早見優              | 2013年1月31日                  |                          |
| 地球でイチバンのサーカス シルク・ドゥ・ソレイユ              | 須藤元気               | 宮本亜門、中越典子                    | 2013年2月7日                   |                          |
| 地球でイチバンのサーカス シルク・ドゥ・ソレイユ ノーリミット | 須藤元気               | 美輪明宏、宮本亜門                    | 2013年2月14日                  |                          |
| 地球でイチバンのオリーブ天国 スペイン                        | 平岳大                 | 杉本彩、土田晃之、土井善晴            | 2013年2月21日                  |                          |
| 地球イチバンの温泉立国 アイスランド                          | 益子直美               | はるな愛、ふかわりょう、藻谷浩介      | 2013年2月28日                  |                          |
| 地球でイチバン ゾウと近い国 タイ                             | KABA.ちゃん            | テリー伊藤、虻川美穂子、鈴木福        | 2013年3月14日                  |                          |

### 第3シリーズ
- 放送時間：木曜 22:00 - 22:50

| タイトル                                                       | 旅人                | ナレーション                        | 初回放送日     | 補足                                                               |
| -------------------------------------------------------------- | ------------------- | ----------------------------------- | -------------- | ------------------------------------------------------------------ |
| 世界最北の狩人 ポーラーイヌイット 〜グリーンランド〜           | 近藤良平            | 宮﨑あおい                          | 2013年10月3日  |                                                                    |
| 世界最大の馬のレース 〜モンゴル〜                              | 板尾創路            | 濱田岳                              | 2013年10月10日 | ナーダムを取材                                                     |
| 世界一走り続ける民 〜メキシコ・ララムリ〜                      | 魔裟斗              | 木村文乃                            | 2013年10月17日 |                                                                    |
| 世界一の“婚約祭り” 〜モロッコ・ムッセム〜                      | -                   | 奥菜恵                              | 2013年10月24日 |                                                                    |
| 世界一の花の国 〜オランダ〜                                    | 大林素子            | 宮川一朗太                          | 2013年10月31日 |                                                                    |
| 世界一野生動物を保護する国 〜ナミビア〜                        | 前川泰之            | 松重豊                              | 2013年11月7日  |                                                                    |
| 世界で一番大きなお金 〜ヤップ島〜                              | -                   | YOU                                 | 2013年11月14日 | 石貨を取材                                                         |
| 世界一“陽気な”お墓 〜ルーマニア〜                              | 賀集利樹            | 樹木希林                            | 2013年11月21日 | マラムレシュ県サプンツァ村(en)の「陽気な墓」(en)                   |
| 世界一の油絵村 〜中国〜                                        | 木野花              | 石黒賢                              | 2013年11月28日 | 大芬村                                                             |
| 世界で最も乾いた大地 〜チリ・アタカマ砂漠〜                    | 春風亭昇吉          | 泉谷しげる                          | 2013年12月5日  |                                                                    |
| 世界一雨が降る島 〜ハワイ・カウアイ島〜                        | KUREI（キマグレン） | 石田ひかり                          | 2013年12月12日 |                                                                    |
| 地球で一番新しい国 〜南スーダン〜                              |                     | 二階堂ふみ                          | 2014年1月9日   |                                                                    |
| 第3の性が輝く街 〜メキシコ・フチタン〜                         | 倉田真由美          | 小日向文世                          | 2014年1月16日  |                                                                    |
| 世界一のハニーハンター 〜ネパール・ヒマラヤ〜                  | 大高洋夫            | ベッキー                            | 2014年1月23日  | ヒマラヤオオミツバチ(en)の蜂蜜を採取する人々を取材                 |
| 世界一踊り続ける人々 〜セネガル〜                              | 振付稼業air:man     | 蒼井優                              | 2014年1月30日  | グリオ、サバールダンスや、タンヌベール（屋外での集団ダンス）を取材 |
| 世界一イチバンに挑む人々 〜イギリス・ギネス世界記録〜          |                     | 宮迫博之（雨上がり決死隊） 鈴木砂羽 | 2014年2月6日   |                                                                    |
| 【再放送】世界最北の狩人 ポーラーイヌイット 〜グリーンランド〜 | 近藤良平            | 宮﨑あおい                          | 2014年2月27日  |                                                                    |
| 世界一の“美食”の街 〜スペイン・サンセバスチャン〜              | 田中要次            | 安田成美                            | 2014年3月6日   |                                                                    |
| 世界一UFOに近い街 〜アルゼンチン・カピージャデルモンテ〜       |                     | YOU                                 | 2014年3月13日  |                                                                    |
| 世界一ドラム缶を叩く人々 〜トリニダード・トバゴ〜              | 浜野謙太            | 浜野謙太                            | 2014年3月20日  | スティールパンバンドを取材                                         |

### 第4シリーズ
- 放送時間：木曜 22:00 - 22:50

ナレーション：役所広司
| タイトル                                               | 旅人               | 初回放送日    | 補足 |
| ------------------------------------------------------ | ------------------ | ------------- | --- |
| 地球最後の航海民族 〜ミクロネシア・中央カロリン諸島〜  | アリッサ・ウーテン | 2014年10月9日 | ウェイファインディングを取材 |
| 世界一の癒やしの大地 アメリカ・セドナ                  | 川原亜矢子         | 10月16日      | |
| 世界一長生きできる島 ～イタリア・サルデーニャ島～      | 渡辺大             | 10月23日      | |
| 世界一の星空がくれたもの                               | 高橋光臣           | 10月30日      | アイルランドのアイベラ半島(en)。国際ダークスカイ協会(、en)の運動を紹介。 |
| 世界最大の砂漠の祭典 バーニングマン・フェスティバル    | 冨浦智嗣           | 11月6日       | |
| 世界最大の白い砂丘～ブラジル・レンソイス～             | 手塚とおる         | 11月13日      | |
| 世界一高価なキノコの秘密                               | 黒川芽以           | 11月20日      | イタリアのトリュフを取材 |
| 地球で最も標高が低い場所                               | 村井美樹           | 11月27日      | ヨルダンの死海 |
| 世界一服にお金をかける男たち                           | ダイノジ・大地     | 12月4日       | コンゴ共和国のサプールを取材 |
| 世界一美しい鳥を探せ!                                  | 中村靖日           | 12月18日      | コスタリカのモンテベルデ(en:Monteverde)でケツァールを探索 |
| 世界一透明すぎる海の秘密～イタリア・ランペドゥーザ島～ | 金井勇太           | 2015年1月8日  | |
| 世界一ナチュラル・ファッションを楽しむ人々             | 原沙知絵           | 1月15日       | エチオピアのオモ谷の諸部族（ムルシ族、ハマール族、カロ族） |
| 世界一の波の街～もうひとつのハワイ・ノースショア～     | 田中幸             | 1月22日       | 番組中、田中のサーフィンのインストラクターとして第4シーズンの第1回の旅人だったアリッサ・ウーテンが出演 |
| 地球最古のイーグルハンター～モンゴル・アルタイ山脈～   | 佐津川愛美         | 1月29日       | モンゴルのカザフ族初の女性鷹匠(14歳)のドキュメント |
| 世界一オーロラに出逢える街 アラスカ・フェアバンクス    | ルー大柴           | 2月5日        | 地元のエスキモー(ユピク)も取材。 |
| 世界一スカートを愛する島 エストニア・キヒヌ島          | 映美くらら         | 2月19日       | キヒヌの女性の伝統衣装、クルトを取材。クリスマスシーズン直前からクリスマスまで撮影。 |
| 世界最大の湿原 ブラジル・パンタナール                  | 前川泰之           | 2月26日       | 雨季直前のパンタナールのカウボーイ(ヴァッケイロ)を取材。 |
| 世界一長い氷の道                                       | 中島歩             | 3月5日        | カナダ・ノースウエスト準州イエローナイフを始発点とするグレートスレーブ湖とカナダ北西部の湿地帯に冬季にだけ開通する「アイスロード」(別名：ブルーハイウェイ)(en)の開通作業を取材。開通直前直後のトリチョ族(en)の居住地ワティ村(en)も取材。開通したのは1月19日午後5時 |
| 世界一平らな大地 ボリビア・ウユニ塩原                  | 須田邦裕           | 3月19日       | |

### 地球イチバンdecade
- 放送日時：2023年12月22日 22:00 - 23:00

ナレーション：役所広司
約9年ぶりの新作。過去に訪問したコンゴ共和国、チチカカ湖、南スーダンを再訪する。